# DCUP
DCUP, artiestennaam van Duncan MacLennan, is een Australische producer. 
Hij werkte meermaals samen met het Australische duo Yolanda Be Cool, waaronder in 2009, toen hij hun nummer Afro Nuts remixte. In 2010 produceerde hij samen met hen het nummer We no speak Americano, dat uitgroeide tot een wereldhit en in veel landen op nummer 1 terecht kwam. In Nederland werd dit de bestverkochte single van 2010.

## Discografie

### Singles
| Single met eventuele hitnotering(en) in de Nederlandse Top 40 | Datum van verschijnen | Datum van binnenkomst | Hoogste positie | Aantal weken | Opmerkingen                                                                      |
| ------------------------------------------------------------- | --------------------- | --------------------- | --------------- | ------------ | -------------------------------------------------------------------------------- |
| We no speak Americano                                         | 07-06-2010            | 12-06-2010            | 1 (8wk)         | 18           | met Yolanda Be Cool / Nr. 1 in de Single Top 100 / Bestverkochte single van 2010 |
| Sing sing sing                                                | 2010                  | 11-09-2010            | tip12           | -            | met Jazzbit en Yolanda Be Cool                                                   |

| Single met hitnotering(en) in de Vlaamse Ultratop 50 | Datum van verschijnen | Datum van binnenkomst | Hoogste positie | Aantal weken | Opmerkingen                   |
| ---------------------------------------------------- | --------------------- | --------------------- | --------------- | ------------ | ----------------------------- |
| We no speak Americano                                | 2010                  | 26-06-2010            | 1 (5wk)         | 19           | met Yolanda Be Cool / Platina |
| Soul makossa (Money)                                 | 2015                  | 13-06-2015            | tip11           | -            | met Yolanda Be Cool           |

- Bibliothèque nationale de France: cb16250674k (data)
- International Standard Name Identifier: 0000 0001 0845 8890
- Library of Congress Control Number: n2015043193
- MusicBrainz: 2e5d5a88-b8b8-44a8-aa7e-14795fe7f643
- Virtual International Authority File: 160960007